# Няньефань

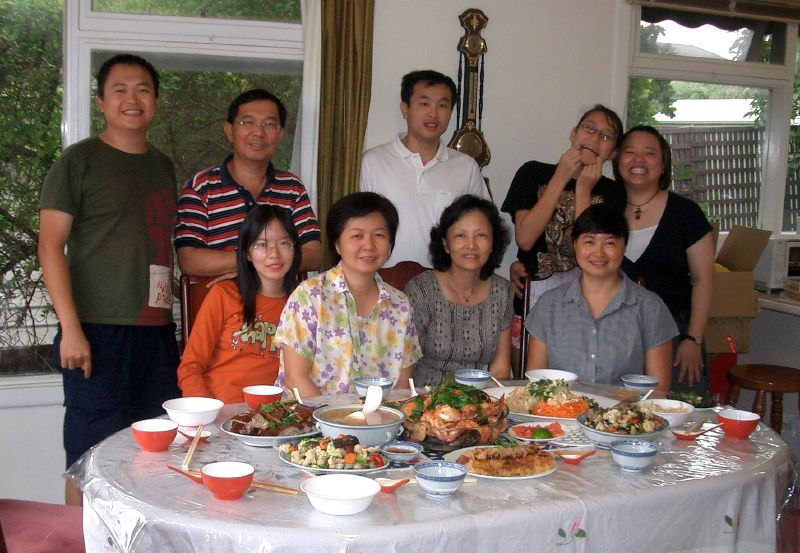
Семья за столом перед няньефань

Няньефань (кит. трад. 年夜飯, упр. 年夜饭, пиньинь niányèfàn, буквально: «новогодний ужин») — традиционный ужин во время празднования китайского Нового года.
В разных регионах Китая может также называться туаньняньфань (кит. трад. 團年飯, упр. 团年饭, пиньинь tuánniánfàn), туаньюаньфань (кит. трад. 團圓飯, упр. 团圆饭, пиньинь tuányuánfàn, буквально: «ужин воссоединения семьи») или иначе.
Няньефань является важной частью праздника и наполнен многочисленными символами и тайными смыслами. Так, традиционно готовят пищу в чуси (кит. 除夕, пиньинь chúxī, буквально: «канун Нового года») за несколько часов до наступления праздника, поскольку предполагается, что весь год пройдёт так, как его будут встречать, а, используя нож, можно случайно отрезать удачу. Чтобы наступающий год был сытным, на новогодний стол принято ставить еду в изобилии, при этом важно, чтобы среди продуктов были созвучные в китайском языке словам счастье и достаток — курятина, рыба и тофу. В тех регионах, где рыба не водится, профили голов рыб делают из листьев деревьев. Также многим подаваемым к столу блюдам дают благозвучные названия как новогодние пожелания членам семьи.
Для разных регионов страны характерны также местные праздничные блюда: так, на севере едят цзяоцзы, а на юге — няньгао.
К празднику прибирают в доме, к столу выходят в новой одежде. Перед самым ужином совершается ритуал подношения предкам, которые представлены символически деревянными табличками с именами (кит. трад. 靈位, упр. 灵位, пиньинь língwèi, палл. линвэй, буквально: «место души»). Встреча членов семьи за одним столом каждый год воспринимается как, возможно, последняя, поскольку неизвестно, соберётся ли семья в таком же составе через год.
После ужина семья совместно отдыхает, спать никто не расходится, чтобы не упустить счастье. Детям на удачу в наступившем году дарят красные конверты с деньгами (изначально было принято дарить связку из ста монет, которые символизировали пожелание дожить до ста лет, но со временем традиция изменилась).